# Liste der Monuments historiques in Peltre
Die Liste der Monuments historiques in Peltre führt die Monuments historiques in der französischen Gemeinde Peltre auf.

## Liste der Objekte
| Bezeichnung               | Beschreibung                                           | Standort                                    | Kennzeichnung | Schutzstatus | Datum | Bild |
| ------------------------- | ------------------------------------------------------ | ------------------------------------------- | ------------- | ------------ | ----- | ---- |
| Skulptur Madonna mit Kind | Kalkstein, farbig gefasst, Anfang des 14. Jahrhunderts | in der Kapelle des Klosters St-André (Lage) | PM57000266    | Classé       | 1984  |      |